# Севернотемзенска долина
Севернотемзенската долина (на английски: Northern Thames Basin) е географска област в югоизточната част на Англия.
Представлява низина в централната част на Лондонския басейн с надморска височина до 155 метра, разположена на север и запад от вътрешната градска част на Лондон и Големия естуар на Темза. Земеделските земи са с площ 109 хиляди хектара, от които 43% се използват за отглеждане на житни култури, а 27% са ливади. Областта има население около 4,08 милиона души и включва северните предградия на Лондон и градовете Колчестър, Базилдън, Грейс, Сейнт Олбанс, Хатфийлд и Уикфорд.